# Acide nitrosylsulfurique
L’acide nitrosylsulfurique est un composé chimique de formule (NO)HSO4. Il s'agit d'un solide incolore cristallisé utilisé dans l'industrie pour produire le caprolactame (CH2)5C(O)NH, précurseur du nylon 6. 
L'acide nitrosylsulfurique se forme lorsqu'on fait réagir des oxydes d'azote avec de l'acide sulfurique H2SO4 concentré, par exemple comme sous-produit du procédé des chambres de plomb. Cette molécule peut également être vue comme l'anhydride d'acide sulfurique et d'acide nitreux HNO2, et peut être obtenue en introduisant du dioxyde de soufre SO2 dans de l'acide nitrique HNO3.
HNO2 + H2SO4 → (NO)HSO4 + H2O.
SO2 + HNO3 → (NO)HSO4.
On utilise l'acide nitrosylsulfurique industriellement pour produire le caprolactame, ainsi que des colorants et des pesticides. Il est également utilisé en chimie organique pour préparer des sels de diazonium à partir d'amines ; les réactifs apportant le groupe nitroso NO peuvent alors être le tétrafluoroborate de nitrosyle (NO)BF4 ou le chlorure de nitrosyle NOCl par exemple.